# Tina Brooks
Tina Brooks (7. juni 1932 i North Carolina – 13. august 1974 i New York) var en amerikansk tenorsaxofonist.
Brooks kom frem med Lionel Hampton´s orkester (1955). 
Han har spillet med Jackie McLean, Freddie Hubbard, Kenny Burrell og Jimmy Smith.
Han har indspillet fem plader som leder på pladeselskabet Blue Note 
(1958-1961) med musikere som Art Blakey, Lee Morgan, Art Taylor, Duke Jordan, Sam Jones og Freddie Hubbard.

## Diskografi

### i eget navn
- Minor Move
- True Blue
- Back To The Tracks
- The Waiting Game
- Street Singer – co leder med Jackie McLean.

### med andre kunstnere
- The Sermon – Jimmy Smith
- House Party – Jimmy Smith
- Cool Blues – Jimmy Smith
- Blue Lights vol 1 & 2 – Kenny Burrell
- On View From The Five Spot Café – Kenny Burrell
- The Music from The Connection – Jackie McLean
- Jackie´s Bag – Jackie McLean
- Open Sesam – Freddie Hubbard
- Shades Of Red – Freddie Redd
- Redd´s Blues – Freddie Redd